# Dirbtinis pluoštas
AB Dirbtinis pluoštas war das größte Garn produzierende Unternehmen in Litauen mit Sitz in Kaunas. Seit 1992 war es an der Börse Vilnius notiert, 2010 ging es insolvent.

## Geschichte
1960 begann man mit dem Bau des Werks Spalio 50-mečio dirbtinio pluošto gamykla in der Litauischen Sozialistischen Sowjetrepublik. Ab 1965 produzierte man Acetyl-Cellulosefasern. 1981 produzierte man Garn im Wert von 70 Mio. Rubel. Man exportierte in zwölf Republiken der Sowjetunion und nach Kuba. Später wurde der Betrieb Kauno valstybinė dirbtinio pluošto gamykla genannt. Der russischstämmige Unternehmer Vladimiras Romanovas kaufte den Betrieb für sogenannte Investmentcheks. Am 14. Dezember 1992 wurde Akcinė bendrovė „Dirbtinis pluoštas“ errichtet. Das Unternehmen exportierte nun in EU-Staaten. Mit einer Tochtergesellschaft „Syntraco International SpA“ in Italien realisierte das Unternehmen 30 % der Produktion in Spanien, Italien, Deutschland, Frankreich, Belgien und anderen europäischen Ländern. 1997 erzielte Dirbtinis pluoštas einen Umsatz von 238,7 Mio. Litas (69,13 Mio. Euro) und einen Gewinn von 7,5 Mio. Litas.
Der Betrieb hatte ein eigenes Kulturhaus. Am 3. März 1993 wurde es als Kauno akcinės bendrovės „Dirbtinis pluoštas“ Kultūros ir sveikatingumo rūmai „Girstutis“ registriert und nach der Insolvenz des Unternehmens am 2. Mai 2003 ausregistriert (heute Girstutis-Kulturzentrum). 2000 verzeichnete Dirbtinis pluoštas einen Verlust von 48 Mio. Litas (11,87 Mio. Euro). Der Umsatz lag allerdings im Jahr 2001 bei 41 Mio. Litas. Damals gab es 650 Mitarbeiter. Das Unternehmen hatte 293 Mio. Litas Schulden. Am 13. Juni 2001 wurde das Insolvenzverfahren am Bezirksgericht Kaunas eröffnet. Gegen Romanov wurde ein Strafverfahren eingeleitet. Am 13. Januar 2010 wurde die UAB Dirbtinis pluoštas zur Liquidation aufgelöst.

## Nachfolgeunternehmen UAB Korelita
Eines der Nachfolgeunternehmen von AB Dirbtinis pluoštas wurde UAB Korelita (Direktor Martynas Ugianskis). Es produzierte 2014 bis zu 8000 Tonnen Garn pro Jahr. 48,31  Prozent der Aktien von UAB „Korelita“ hielt das Unternehmen UAB Aneka. Korelita war mit den Verwaltungsorganen und der Leitung der 2013 insolventen Bank Ūkio bankas verbunden, deren Hauptaktionär Vladimiras Romanovas war.